# Politikai pártok Ugandában
2005 júliusáig - mikor kiadtak egy alkotmány referendumot - egyedi módon működtek a pártok Ugandában. Többpártrendszer is volt meg nem is. Volt, mert a pártok működtek és zárt üléseket rendezhettek, de választásokon nem indulhattak és nem rendezhettek sajtótájékoztatót. Ez volt az úgynevezett pártatlan mozgalmi program része.
Az elnök, aki egyben a mozgalom vezetője volt, azért hozta ezt az intézkedést, mert a két szélsőség nagyon megerősödött. Ezért 1995 tavaszától mindegyik pártnak megszabott lehetőségei voltak.
Két alkalommal tartottak népszavazást az egyedi rendszer félbeszakításáról az elnök kezdeményezésére. Az egyiket 2000-ben, a másikat 2005-ben tartották. Mindkét alkalommal a következő volt a kérdés: "Melyik politikai berendezkedést fogadja el, Pártatlan Mozgalom - többpártrendszer". A különbség csupán ott volt, hogy a 2000. évi szavazáson a mozgalomra szavaztak 90%-nyian, 2005-ben pedig ugyanennyien a többpártrendszer visszahozatalára.

## Fordítás
Ez a szócikk az angol List of political parties in Uganda szócikk fordításával készült.

## Kapcsolódó hivatkozások
- Political Parties Forum - A portal providing information and communication tools to the political parties of Uganda